# Camptotypus nigripodus
Camptotypus nigripodus är en stekelart som beskrevs av Gupta och Tikar 1976. Camptotypus nigripodus ingår i släktet Camptotypus och familjen brokparasitsteklar. Inga underarter finns listade.